# Luxora (Arkansas)
Luxora es una ciudad ubicada en el condado de Misisipi en el estado estadounidense de Arkansas. En el Censo de 2010 tenía una población de 1178 habitantes y una densidad poblacional de 528,26 personas por km².

## Geografía
Luxora se encuentra ubicada en las coordenadas 35°45′30″N 89°55′47″O / 35.75833, -89.92972. Según la Oficina del Censo de los Estados Unidos, Luxora tiene una superficie total de 2.23 km², de la cual 2.23 km² corresponden a tierra firme y (0%) 0 km² es agua.

## Demografía
Según el censo de 2010, había 1178 personas residiendo en Luxora. La densidad de población era de 528,26 hab./km². De los 1178 habitantes, Luxora estaba compuesto por el 34.72% blancos, el 61.21% eran afroamericanos, el 0.68% eran amerindios, el 0.08% eran asiáticos, el 0% eran isleños del Pacífico, el 2.12% eran de otras razas y el 1.19% pertenecían a dos o más razas. Del total de la población el 4.58% eran hispanos o latinos de cualquier raza.